# Andria Tayeh

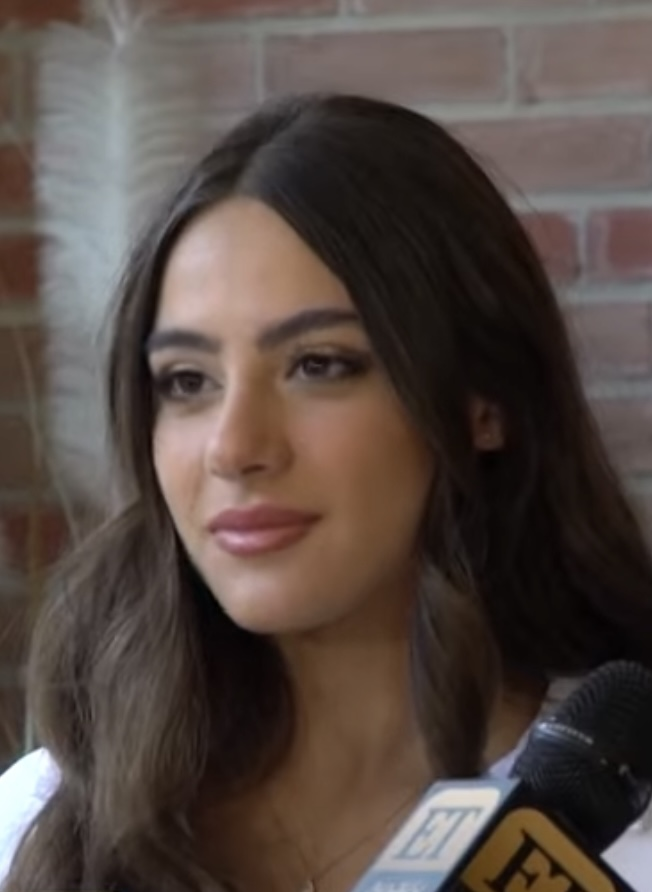
Andria Tayeh, 2021

Andria Tayeh (arabisch أندريا طايع; geb. am 9. Mai 2001 in Amman) ist eine jordanisch-libanesische Schauspielerin, Model und Influencerin. International bekannt wurde sie als Hauptdarstellerin in der Netflix-Serie AlRawabi School for Girls.

## Leben
Bereits in ihrer Kindheit begann Tayeh sich für das Schauspiel zu interessieren, wie auch für das Zeichnen, Tanzen und Basketballspielen. Im Alter von zehn Jahren gewann sie einen internationalen Zeichenwettbewerb, wurde von der Yes Academy in New York professionell als Tänzerin ausgebildet und nahm an vielen nationalen und internationalen Basketballturnieren in Jordanien und anderen Ländern teil.
Zunächst sprach Tayeh beim Casting von AlRawabi School for Girls für die Rolle der Dina vor, wobei sie während des Vorsprechens der Regisseurin Tima Shomali erzählte, dass sie in der Schule gemobbt worden war. Shomali befand, dass sie authentisch für die Hauptrolle der Mariam passen könnte. Tayeh sprach vor und erhielt die Rolle. Der Erfolg der Serie machte Tayeh schlagartig im Nahen Osten bekannt.
2023 erlangte Tayeh an der Libanesisch-Amerikanischen Universität in Beirut einen Abschluss in Betriebswirtschaft und Management.
Neben ihrer Arbeit als Schauspielerin und Model ist Tayeh auch als Influencerin aktiv, ihr Instagram-Kanal verzeichnet 1,1 Millionen Follower, auf TikTok 870.000 Follower.

## Filmografie
- seit 2021: AlRawabi School for Girls (Fernsehserie)
- 2024: Mond